# Alien (franchise)
Alien är en franchise som innehåller hittills åtta filmer samt ett antal datorspel, konsolspel, mobilspel, serietidningar och böcker. Första filmen, Alien, hade biopremiär i USA 1979 med den kvinnliga huvudpersonen Ellen Ripley som spelades av Sigourney Weaver.

## Filmer
- Alien (1979)
- Aliens – Återkomsten (1986)
- Alien 3 (1992)
- Alien återuppstår (1997)
- Alien vs. Predator (2004)
- Aliens vs. Predator 2 (2007)
- Prometheus (2012)
- Alien: Covenant (2017)
- Alien: Romulus (2024)

## TV-spel

### 1980-talet
- Alien (1982)
- Alien (1984-1985)
- Aliens: The Computer Game (1986-1987)
- Aliens: The Computer Game (1986)
- Aliens (1987)

### 1990-talet
- Aliens (1990)
- Alien 3 (1992-1994)
- Alien 3: The Gun (1993)
- Aliens: A Comic Book Adventure (1995)
- Alien Trilogy (1996)
- Aliens Online (1998)

### 2000-talet
- Alien Resurrection (2000)
- Aliens: Thanatos Encounter (2001)
- Aliens Unleashed (2003)
- Aliens: Extermination (2006)

### 2010-talet
- Aliens Infestation (2011)
- Aliens: Colonial Marines (2013)
- Alien: Isolation (2014)

### Fotnoter
1. ↑  Malin Bonde (1 maj 2012). ”Rymden behöver fler kvinnohjältar”. Svenska dagbladet. http://www.svd.se/rymden-behover-fler-kvinnohjaltar. Läst 27 augusti 2016.